# Réserve naturelle régionale de la boucle de Moisson
La réserve naturelle régionale de la boucle de Moisson (RNR203) est une réserve naturelle régionale située en Île-de-France.
Classée en 2009, elle occupe une surface de 316 hectares dans un méandre de la Seine.

## Localisation
Le territoire de la réserve naturelle est dans le département des Yvelines, sur les communes de Moisson et Mousseaux-sur-Seine.

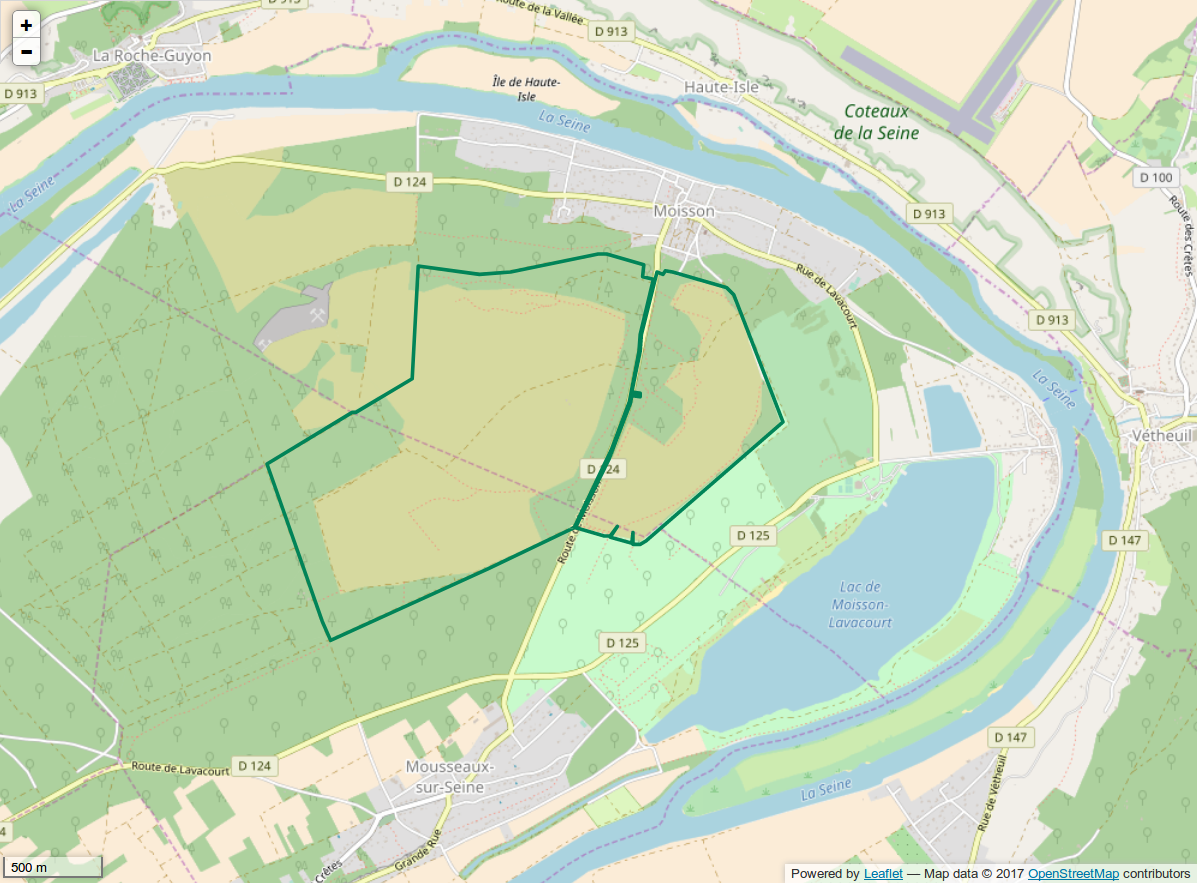
Périmètre de la réserve naturelle.

## Histoire du site et de la réserve
Une partie du site a accueilli le Jamboree mondial de 1947, rassemblement éphémère de plus de 24 000 scouts de 48 pays.

## Administration, plan de gestion, règlement
La réserve naturelle est gérée par l'Agence des espaces verts de la région d'Île-de-France.

### Outils et statut juridique
La réserve naturelle a été créée par une délibération du 9 juillet 2009. Une délibération du 21 novembre 2012 a modifié la liste des parcelles concernées.

## Galerie

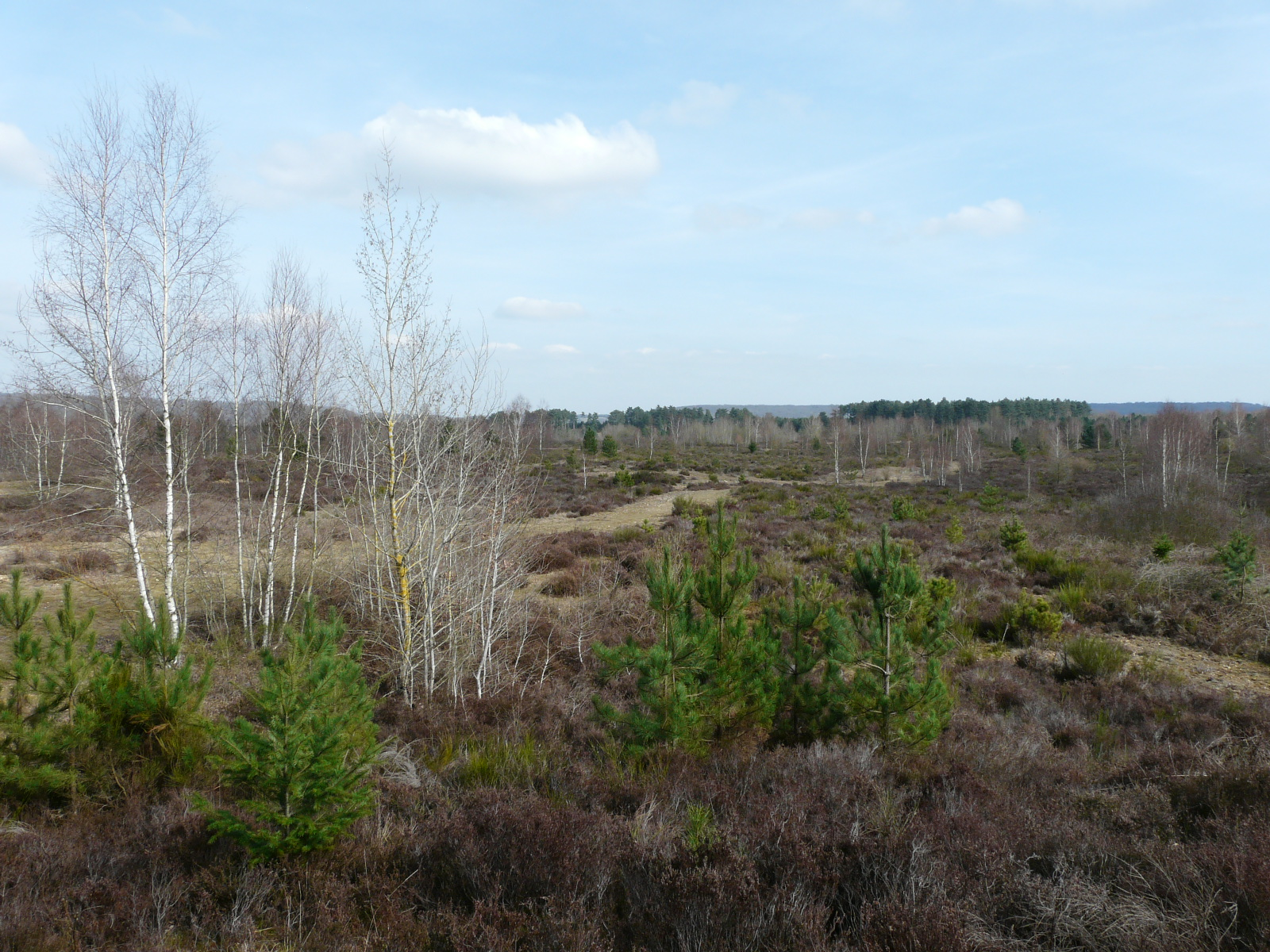
Vue depuis le belvédère.
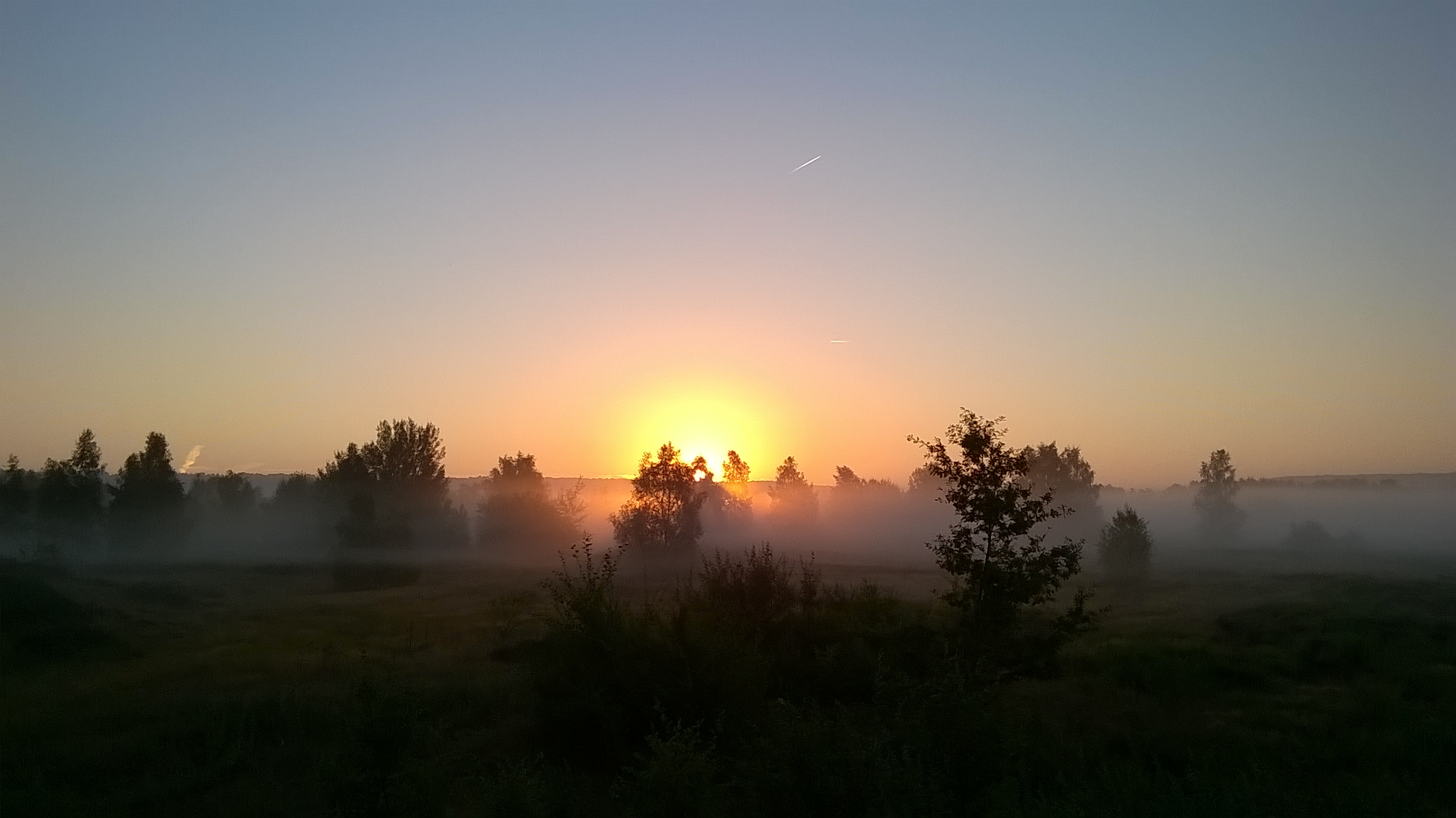
L'aube sur la RNR.
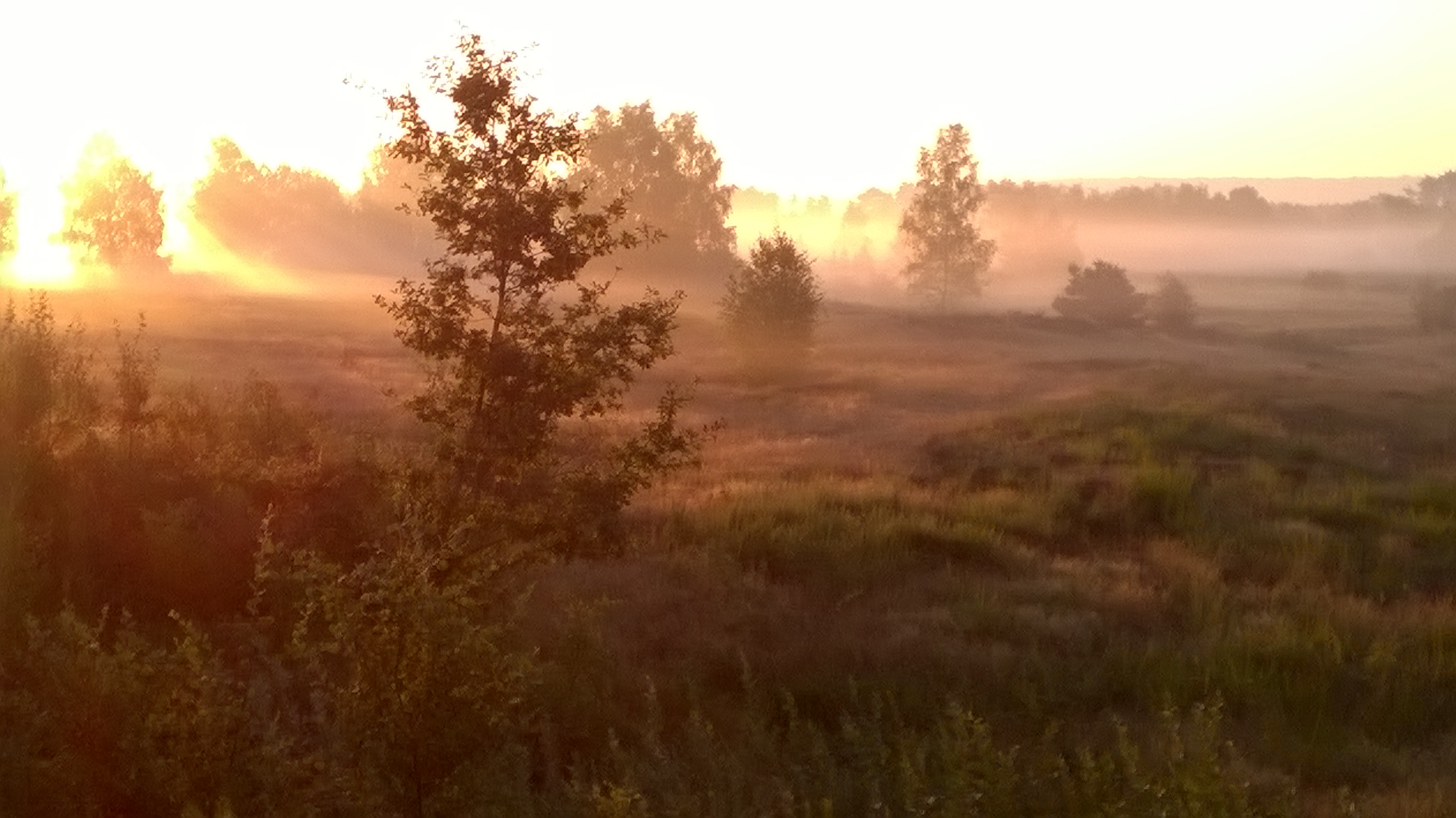
L'aube sur la RNR.
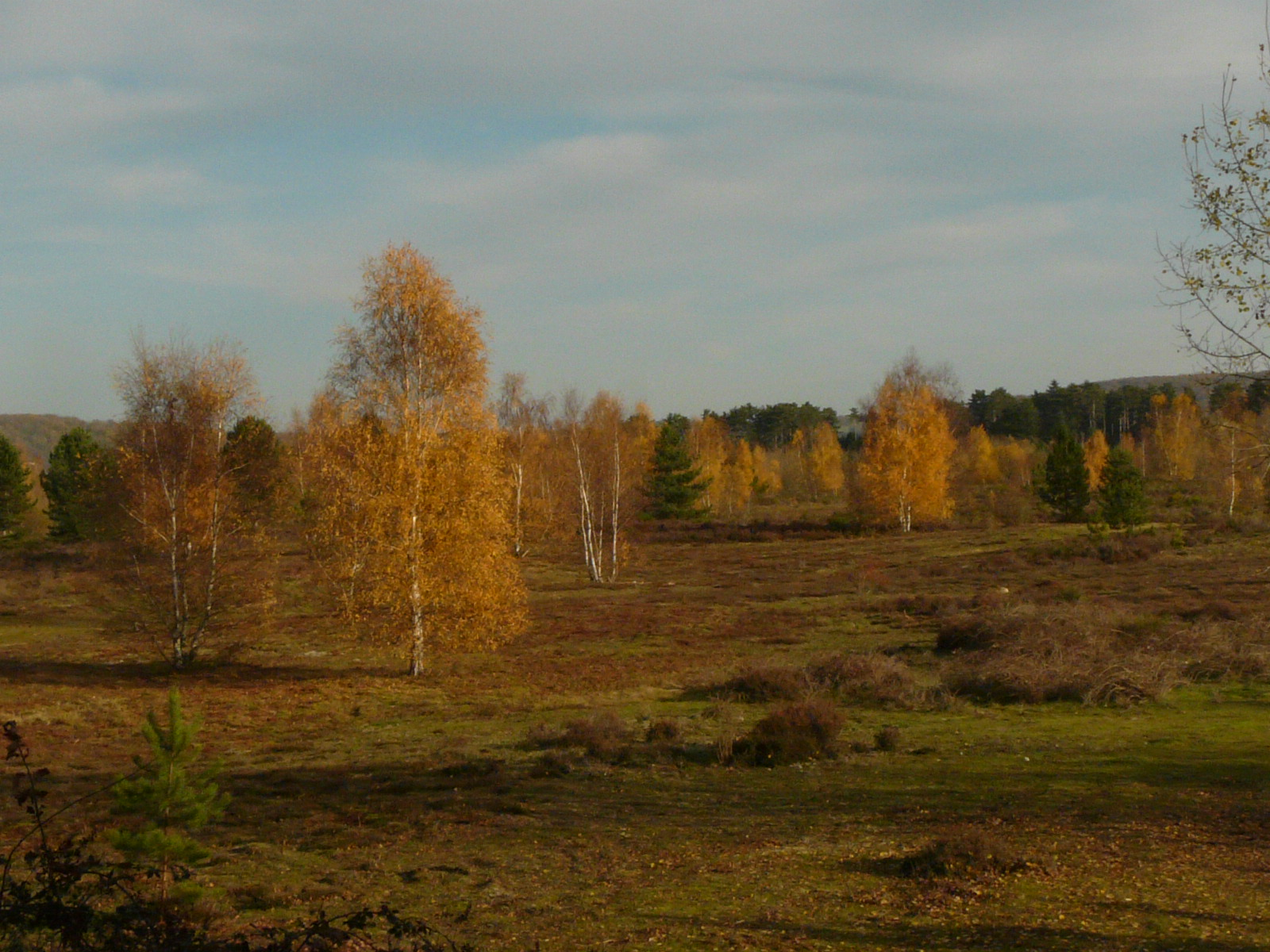
Couleurs d'automne.
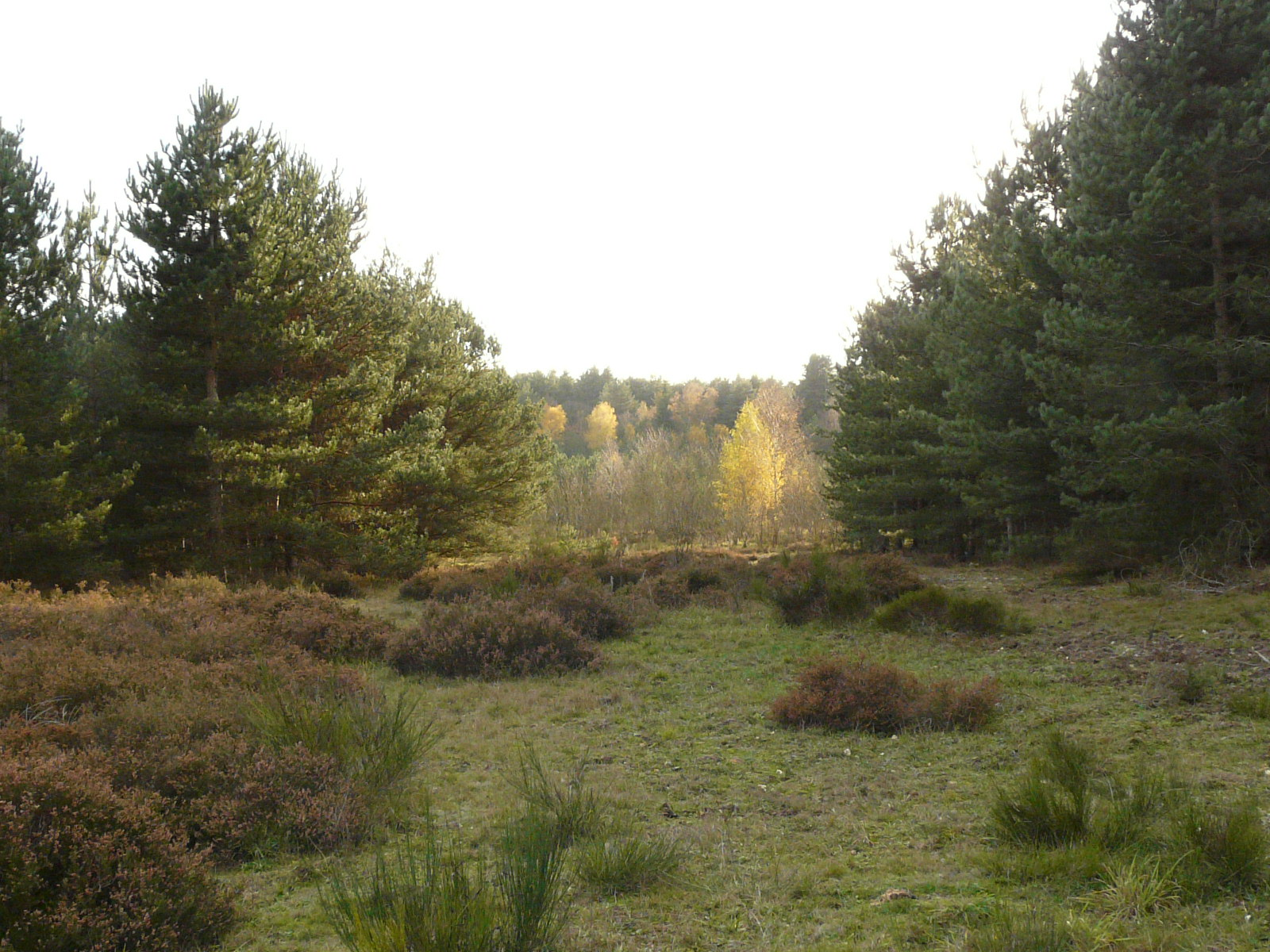
Couleurs d'automne.